# Forte de São Filipe da Bertioga
O Forte de São Filipe da Bertioga localizava-se na ponta da Baleia, no sopé do morro da Armação, extremo nordeste da ilha de Santo Amaro, atual município de Guarujá, no litoral do estado brasileiro de São Paulo.

## História
Após o ataque indígena de c. 1548 à Casa-forte da Bertioga (STADEN, 1947:74), cuja estrutura foi reforçada (Fortim de São Tiago da Bertioga), os Tupinambás de Ubatuba passaram a evitar essa posição, o que levou à ereção de nova posição defensiva, na ilha fronteira de Santo Amaro. A Provisão-Régia de 18 de junho de 1552 determinou a fortificação do local "(...) por ser necessário defender o importante passo à entrada de Bertioga". Hans Staden narra-nos:
"Como os inimigos agora percebessem que a povoação estava fortificada demais para que pudessem atacá-la, passaram-lhe ao pé uma noite, furtivamente, e chegaram [em canoas] através do canal entre a ilha e o continente até às proximidades de São Vicente. Aí fizeram prisioneiros a quantos puderam, pois os moradores de São Vicente não haviam cogitado de perigo algum, pensando estar abrigados por Bertioga fortificada. Tiveram que sofrer as conseqüências de tal suposição.
Determinaram por isso construir bem em frente de Bertioga, na ilha de Santo Amaro, próximo ao mar, uma casa, destinando-lhe uma guarnição e peças de artilharia com tenção de impedir a passagem dos índios. Assim já haviam encetado a construção de uma fortaleza na ilha, mas não a tinham terminado porque, como me contaram, nenhum artilheiro português queria aí arriscar-se.
Fui lá e examinei a situação do lugar. Quando os habitantes souberam que eu era alemão e que entendia um pouco do manejo de canhões, propuseram-me que me estabelecesse na casa da ilha e que os ajudasse na espreita do inimigo. Poriam aí alguma gente e me pagariam bem. Disseram também que se eu aceitasse isso saberia o Rei de Portugal agradecer-me, pois costumava ser um soberano generoso especialmente para com aqueles que o ajudavam e assistiam nas novas terras.
Combinei com eles servir quatro meses na casa. Então devia chegar um encarregado do Rei com navios e construir um edifício de pedra seguro, que tinha de ser mais forte. E assim se fez.
A maior parte do tempo passei eu na casa com dois outros homens. Tínhamos alguns canhões, estávamos porém em grande perigo e nunca seguros diante dos índios, pois a casa não era muito sólida. (...)
Depois de alguns meses chegou o lugar-tenente do Rei [o governador-geral Tomé de Sousa (1549-1553), que visitou a capitania de São Vicente no início de 1553], pois a Câmara havia escrito a Sua Majestade com que insolência se portavam os inimigos que vinham do Norte, como era bonita a terra e que não seria avisado abandoná-la. (...) Ele inspecionou a região da Bertioga e também o lugar que a Câmara quisera fortificar. (...)
Sobre isso [a prorrogação por dois anos do contrato de serviços de Staden, e sua futura recompensa pelo Rei] passou-me o lugar-tenente um contrato em nome do Rei, como o recebem os artilheiros reais, quando o solicitam.
Construiu-se a fortaleza de pedra, pondo-se nela alguns canhões. O forte e estas peças me foram confiados; devia vigiá-los e manter boa guarda." (STADEN, 1974:76-77)
Infere-se do relato que existiram duas estruturas no local:
- a primeira, desde 1552, uma casa-forte artilhada, onde Staden serviu inicialmente por quatro meses, e
- a segunda, desde 1553, após a visita de Tomé de Sousa, uma fortificação artilhada (BARRETTO, 1958), confiada a Staden por um contrato assinado de dois anos.

Alguns autores atribuem a primeira estrutura ao fidalgo português Jorge Ferreira, que acompanharia Estácio de Sá (1510-1567) na segunda campanha contra os franceses na baía de Guanabara (1565-1667), participando da fundação da cidade do Rio de Janeiro (1565), e mais tarde dando combate aos corsários franceses no litoral do Cabo Frio (1572-1573), onde se radicaria com a família e escravos. Outra personalidade vicentina de destaque nesse mesmo evento foi o genovês José Adorno, que acompanhou o jesuíta padre José de Anchieta na luta na Guanabara, tendo contribuído com o envio de um reforço militar a Estácio de Sá, sob o comando do alemão Heliodoro Hessus, guarda-livros do seu Engenho São João, que lutou até à vitória decisiva em 20 de janeiro de 1567. Hessus, à testa desses homens, viria a perecer no assalto a um navio francês no Cabo Frio, a 8 de junho de 1568. José Adorno acompanhou o capitão-mor Jerônimo Teixeira na Campanha do Cabo Frio em 1575 contra os Tupinambás, ganhando três sesmarias pelos serviços prestados: uma na Carioca, outra em Niterói, e a última no sertão (STADEN, 1974:78, 80).
Outros autores atribuem a construção do Forte de Pedra a Brás Cubas em seu segundo governo da Capitania, por ordem de Tomé de Sousa.
Em qualquer das hipóteses, a posição foi reforçada pelos portugueses em 1557, guarnecida por Pascoal Fernandes, Condestável das fortalezas e sítios da Bertioga, que residia no forte, isolado com a esposa e filhos (SANTOS, 1948). A estrutura encontra-se cartografada por Luís Teixeira (Mapa de São Vicente, c. 1573. in: Roteiro de todos os Sinais... Biblioteca Nacional da Ajuda, Lisboa).
Foi sucedido, a partir de 1765 no mesmo local, pelo Forte de São Luís da Armação.